# Pierre-Châtel
Pierre-Châtel è un comune francese di 1 306 abitanti situato nel dipartimento dell'Isère della regione dell'Alvernia-Rodano-Alpi.

## Società

### Evoluzione demografica
Abitanti censiti